# 김서규
김서규(金瑞圭, 1875년 음력 11월 10일 ~ 1935년 양력 8월 17일)는 대한제국과 일제강점기의 관료이다.

## 생애
대한제국 말기에 외부에서 관리로 이력을 시작했다. 한일 병합 조약 체결 후에 조선총독부 소속으로 승진을 거듭하며 군수와 도 참여관, 도지사를 지냈고, 사망하기 4개월 전인 1935년 4월 조선총독부 중추원 참의에도 임명되었다.
3·1 운동 때 안변군수로서 관할 지역 시위를 철저히 단속하고 탄압하여 한 명의 불령선인도 나오지 않게 한 공을 인정받았고, 이 때문에 대한민국 임시정부는 김서규에게 현상금을 건 일이 있다. 1935년 총독부가 편찬한 《조선공로자명감》에는 조선인 공로자 353명 중 한 명으로 수록되어 있다.
관직 활동 외에 1930년 사회정화단체이며 일본 수양단의 조선지부 성격이던 수양단조선연합회본부 평의원, 1933년 조선신궁 설치 10주년 기념사업을 위해 결성된 조선신궁봉찬회 경북지부장, 1934년 반공주의를 내세우며 전쟁에 대비해 조직된 관제 단체 경북국방의회연합회 회장을 지낸 바 있다. 1925년에 한일 병합 15주년을 기념해 천황과 총독부의 높은 덕을 칭송하는 장문의 한시를 지어 《조선》에 게재하는 등 친일 기고문도 남아 있다.

## 약력

### 대한제국 시기
- 1902년 : 외부 견습생
- 1903년 : 외부 주사
- 1904년 : 경상남도 동래·옥구·창원감리서 주사
- 1906년 : 창원부 주사, 함경북도 성진부 참서관 및 성진항재판소 검사
- 1908년 : 함경북도 도사무관

### 일제 강점기
- 1911년 ~ 1912년 : 함경북도 영흥군 군수
- 1912년 ~ 1922년 : 함경남도 안변군 군수
- 1918년 : 함경남도 지방토지조사위원회 위원
- 1922년 ~ 1927년 : 함경북도 참여관
- 1927년 ~ 1929년 : 평안남도 참여관
- 1929년 : 전라남도 지사
- 1929년 ~ 1931년 : 전라북도 지사
- 1931년 ~ 1935년 : 경상북도 지사
- 1935년 : 조선총독부 중추원 참의

### 훈포장 서훈 내역
- 1912년 : 한국병합기념장
- 1915년 : 다이쇼대례기념장
- 1921년 : 훈6등 서보장
- 1925년 : 훈5등 서보장
- 1928년 : 쇼와대례기념장
- 1931년 : 훈3등 서보장

## 사후
- 2002년 : 친일파 708인 명단 3개 부문 수록 - 중추원, 도지사, 도 참여관
- 2007년 : 대한민국 친일반민족행위진상규명위원회의 친일반민족행위 195인 명단 관료 부문 수록
- 2008년 : 대한민국 친일반민족행위자재산조사위원회, 김서규 소유의 토지 국가귀속 결정
- 2008년 : 민족문제연구소의 친일인명사전 수록예정자 명단 2개 부문 수록 - 중추원, 관료

## 가족 관계
- 아들 : 김성진(金星鎭, 1905년 ~ 1991년) - 의학가, 정치인(보건사회부 장관)

## 같이 보기
- 조선총독부 중추원
- 조선신궁봉찬회

## 참고자료
- 친일반민족행위진상규명위원회 (2007년 12월). 〈김서규〉 (PDF). 《2007년도 조사보고서 II - 친일반민족행위결정이유서》. 서울. 944~957쪽쪽. 발간등록번호 11-1560010-0000002-10. [깨진 링크(과거 내용 찾기)]

| 전임 석진형 | 제5대 전라남도 도지사 1929년 1월 19일 ~ 1929년 12월 11일 | 후임 우마노 세이치 |

| 전임 하야시 시게키 | 제6대 전라북도 도지사 1929년 12월 11일 ~ 1931년 9월 23일 | 후임 홍승균 |